# 30 grudnia
30 grudnia jest 364. (w latach przestępnych 365.) dniem w kalendarzu gregoriańskim. Do końca roku pozostaje 1 dzień.

## Święta
- Imieniny obchodzą: Anizja, Anizjusz, Dionizy, Egwin, Eksuperancjusz, Eugeniusz, Liberiusz, Łazarz, Małgorzata, Marceli, Perpet, Rajner, Sewer i Uniedrog.
- Filipiny – Dzień Jose Rizala
- Polska – Dzień Serka Wiejskiego
- Wspomnienia i święta Kościoła katolickiego[1][2]
  - św. Anizja (†300, męczennica)
  - św. Anizjusz (†407, biskup Salonik)
  - św. Egwin, biskup Worcesteru (według martyrologium 11 stycznia)
  - św. Feliks I (papież)
  - bł. Jan Maria Boccardo (duszpasterz)
  - św. Perpet z Tours (biskup) (również 8 kwietnia)

## Wydarzenia w Polsce
- 1443 – Biskup krakowski Zbigniew Oleśnicki wykupił księstwo siewierskie wraz z zamkiem od zadłużonego księcia cieszyńskiego Wacława I.
- 1459 – Został ochrzczony przyszły król Polski Jan Olbracht.
- 1658 – Potop szwedzki: po półrocznym oblężeniu skapitulował szwedzki garnizon w Toruniu.
- 1748 – Końskie otrzymały prawa miejskie.
- 1757 – III wojna śląska: w Kłodzku został powieszony skazany na śmierć za złamanie zakazu spowiadania dezerterów z pruskiego wojska ks. Andreas Faulhaber. Jego zwłoki, nie ulegając rozkładowi, wisiały na szubienicy do czasu wkroczenia do miasta wojsk austriackich 2 lata i 7 miesięcy później.
- 1781 – Poświęcono ewangelicko-augsburski kościół Świętej Trójcy w Warszawie.
- 1850 – W Krakowie otwarto Most Podgórski.
- 1875 – Wybuchł ostatni wielki pożar w kopalni soli w Bochni, gaszony przez ponad 2 miesiące. Zginęło 10 górników i 2 oficjeli[3].
- 1889 – Antoni Franciszek Audziewicz został mianowany na biskupa wileńskiego.
- 1900 – W Teatrze Wielkim w Warszawie odbyła się polska premiera baletu Piotra Czajkowskiego Jezioro łabędzie.
- 1907 – Jerzy Maślanka dokonał pierwszego zimowego wejścia na Świnicę w Tatrach Wysokich.
- 1918:
  - Poznań znalazł się w rękach powstańców wielkopolskich.
  - Przybyłe z Lublina oddziały wojska pod dowództwem mjra Leopolda Lisa-Kuli krwawo stłumiły trzydniową rewoltę komunistyczną w Zamościu.
- 1922 – Eligiusz Niewiadomski, zabójca prezydenta RP Gabriela Narutowicza, został skazany na karę śmierci przez rozstrzelanie.
- 1925 – Papież Pius XI erygował diecezję gdańską.
- 1931 – Premiera filmu Cham w reżyserii Jana Nowiny-Przybylskiego.
- 1942 – Powstanie zamojskie: zwycięstwo połączonych sił I Kompanii Kadrowej Batalionów Chłopskich i partyzantów radzieckich nad niemieckim batalionem do zadań specjalnych w bitwie pod Wojdą.
- 1945 – W nocy z 29 na 30 grudnia w czasie napadu oddziału UPA na Nowosielce (powiat sanocki) zamordowano 17 osób i spalono 152 domy.
- 1963 – Karol Wojtyła został mianowany na arcybiskupa metropolitę krakowskiego.
- 1969 – Oblatano prototyp szybowca SZD-36 Cobra 15.
- 1970 – Podwyższono najniższe pensje, emerytury i zasiłki rodzinne.
- 1971 – Dokonano oblotu szybowca SZD-43 Orion.
- 1978 – Franciszek Macharski został mianowany na arcybiskupa metropolitę krakowskiego.
- 1980 – Opuszczono banderę na parowcu „Sołdek”, pierwszym polskim statku wybudowanym po wojnie.
- 1986 – W katastrofie kolejowej pod Modlinem zginęło 6 osób, a 10 zostało rannych.
- 1994 – Bodzentyn, Imielin, Krasnobród, Lubniewice, Miasteczko Śląskie, Nowy Wiśnicz i Pszów otrzymały prawa miejskie.
- 2010 – Ukończono budowę odcinka drogi ekspresowej S3 o długości 81,6 km Szczecin-Gorzów Wielkopolski.
- 2014 – Rozebrano Pomnik Wdzięczności i Braterstwa Armii Radzieckiej i Wojska Polskiego w Ciechocinku.

## Wydarzenia na świecie
- 1066 – Muzułmanie dokonali masakry żydowskich mieszkańców Grenady.
- 1230 – W kościele św. Ambrożego we Florencji miał miejsce tzw. cud eucharystyczny.
- 1370 – Pierre Roger de Beaufort został wybrany na ostatniego papieża tzw. niewoli awiniońskiej i przybrał imię Grzegorz XI.
- 1407 – Gabriele Condulmaro (późniejszy papież Eugeniusz IV) został mianowany biskupem Sieny.
- 1460 – Wojna Dwóch Róż: Lancasterowie pokonali Yorków w bitwie pod Wakefield.
- 1661 – Spłonął zamek Drottningholm pod Sztokholmem.
- 1745 – II powstanie jakobickie: kapitulacja szkockich powstańców podczas drugiego oblężenia Carlisle.
- 1797 – Papież Pius VI ogłosił encyklikę Christi Ecclesiae regendae mundus, dotyczącą sposobu wyboru jego następcy.
- 1798 – Polscy legioniści zdobyli Gaetę.
- 1803 – Brytyjczycy zdobyli Delhi.
- 1806 – Imperium Osmańskie wypowiedziało wojnę Rosji.
- 1812 – W młynie pod Taurogami sojusznik Napoleona Bonapartego, dowódca korpusu armii pruskiej gen. Johann Ludwig Yorck von Wartenburg podpisał konwencję o neutralności z rosyjskim gen. Iwanem Dybiczem.
- 1813 – Wojna amerykańsko-brytyjska: wojska brytyjskie spaliły Buffalo.
- 1835 – W mediolańskiej La Scali odbyła się premiera opery Maria Stuarda Gaetana Donizettiego.
- 1849 – Utworzono Śląski Sejm Krajowy z siedzibą w Opawie.
- 1853 – USA kupiły od Meksyku południową część Arizony i Nowego Meksyku (tzw. zakup Gadsdena).
- 1855 – Z Konstantynopola do Marsylii wypłynął francuski statek z trumną ze zwłokami zmarłego 26 listopada Adama Mickiewicza.
- 1867 – Karl von Auersperg został premierem Austrii.
- 1880:
  - Francja anektowała Tahiti.
  - Paul Kruger został wybrany na pierwszego prezydenta Transwalu.
- 1885 – W bitwie pod Gennis w Sudanie brytyjscy żołnierze po raz ostatni walczyli w czerwonych uniformach.
- 1896 – W Manili został rozstrzelany przez Hiszpanów filipiński bohater narodowy José Rizal.
- 1899 – W Glasgow otwarto stadion Ibrox Park.
- 1902 – Ekspedycja Discovery: Robert Falcon Scott, Ernest Shackleton i Edward Adrian Wilson dotarli do 82°17′ szerokości geograficznej południowej na Antarktydzie, dalej niż ktokolwiek przed nimi.
- 1903 – 605 osób zginęło w pożarze Iroquois Theatre w Chicago.
- 1905 – W Wiedniu odbyła się prapremiera operetki Wesoła wdówka Ferenca Lehára.
- 1906 – W Dakce została założona indyjska Liga Muzułmańska.
- 1915:
  - Krążownik pancerny HMS „Natal” zatonął po eksplozji wewnątrz kadłuba w szkockiej zatoce Cromarty Firth, w wyniku czego zginęło od 390 do 421 osób.
  - U wybrzeży Krety po storpedowaniu przez niemiecki okręt podwodny U-38 zatonął brytyjski statek pasażerski „Persia”, w wyniku czego zginęły 343 osoby.
- 1916:
  - Grupa szlachciców zamordowała w Sankt Petersburgu Grigorija Rasputina.
  - Koronacja Karola I Habsburga na króla Węgier.
- 1919 – Łotewska wojna o niepodległość: zawarto łotewsko-polski układ o pomocy wojskowej.
- 1920 – Utworzono Wolne Miasto Fiume.
- 1922 – Utworzono Związek Socjalistycznych Republik Radzieckich.
- 1924 – Amerykański astronom Edwin Hubble ogłosił odkrycie istnienia innych niż Droga Mleczna galaktyk.
- 1928 – W hiszpańskim Vigo otwarto Stadion Balaídos.
- 1933:
  - Constantin Anghelescu został premierem Rumunii.
  - W katastrofie należącego do brytyjskich linii Imperial Airways samolotu Avro 618 Ten w belgijskim Ruiselede zginęło wszystkich 10 osób na pokładzie.
- 1935:
  - II wojna włosko-abisyńska: w wyniku zbombardowania przez włoskie samoloty szpitala polowego szwedzkiego Czerwonego Krzyża w Dolo zginęło od 22 do 30 osób.
  - Premiera niemieckiego filmu propagandowego Tag der Freiheit: Unsere Wehrmacht nakręconego przez Leni Riefenstahl.
- 1939 – W wyniku uderzenia pociągu ekspresowego na stojący na stacji Torre Annunziata pod Neapolem pociąg wojskowy zginęło 29 osób.
- 1940 – Premiera niemieckiego dramatu propagandowego Koncert życzeń w reżyserii Eduarda von Borsody’ego.
- 1942:
  - Bitwa o Atlantyk: u wybrzeży Trynidadu po storpedowaniu przez niemieckiego U-Boota U-214 zatonął polski statek „Paderewski”.
  - Premiera amerykańskiego filmu muzycznego Star Spangled Rhythm w reżyserii George’a Marshalla.
  - W Paramount Theatre w Nowym Jorku odbył się pierwszy solowy występ Franka Sinatry po odejściu z zespołu Tommy’ego Dorseya.
- 1944 – Arcybiskup Aten Damaskin został mianowany regentem do czasu powrotu króla Grecji Jerzego II.
- 1947:
  - Abdykował król Rumunii Michał I.
  - Dokonano oblotu radzieckiego myśliwca MiG-15.
  - W Hajfie terroryści z żydowskiej organizacji zbrojnej Irgun Cewai Leumi rzucili dwie bomby w tłum Arabów stojących przed miejscową rafinerią, zabijając 6 osób i raniąc 42. W odwecie zostało zabitych 39 żydowskich robotników rafinerii.
- 1949 – Indie uznały Chińską Republikę Ludową.
- 1952 – Zlikwidowano komunikację tramwajową w chilijskim Valparaíso.
- 1961 – Wojska Demokratycznej Republiki Kongo zajęły zbuntowaną prowincję Kasai Południowe.
- 1964:
  - Dokonano pierwszego wejścia na Mount Paget (2915 m n.p.m.), najwyższy szczyt Georgii Południowej i brytyjskiego terytorium zamorskiego Georgia Południowa i Sandwich Południowy.
  - Powołano Konferencję Narodów Zjednoczonych ds. Handlu i Rozwoju (UNCTAD).
- 1965 – Ferdinand Marcos został prezydentem Filipin.
- 1966 – Wielka Brytania wydzierżawiła Stanom Zjednoczonym na 50 lat do celów wojskowych wyspę Diego Garcia na Oceanie Indyjskim.
- 1970 – W wyniku eksplozji w kopalni węgla kamiennego w Hyden w amerykańskim stanie Kentucky zginęło 39 górników.
- 1976 – Założono rumuńsko-francuskie przedsiębiorstwo motoryzacyjne Oltcit.
- 1977:
  - Kardynał František Tomášek został mianowany 34. arcybiskupem metropolitą praskim i prymasem Czech.
  - Seryjny morderca Ted Bundy uciekł z więzienia w Kolorado, dokonując następnie kolejnych gwałtów i morderstw.
- 1985:
  - Na zdjęciach dostarczonych przez Voyagera 2 został odkryty Puk, jeden z księżyców Urana.
  - Prezydent Muhammad Zia ul-Haq zniósł obowiązujący od 8 lat stan wojenny w Pakistanie.
- 1987 – Papież Jan Paweł II wydał encyklikę Sollicitudo rei socialis.
- 1988 – Jan Paweł II podpisał adhortację Christifideles laici.
- 1991 – Powołano Międzypaństwowy Komitet Lotniczy (MAK) z siedzibą w Moskwie.
- 1993 – Izrael i Watykan nawiązały stosunki dyplomatyczne.
- 1994 – 102 osoby zginęły w wyniku runięcia do przepaści pociągu ekspresowego na linii Mandalaj – Myitkyina w Birmie.
- 1996 – 26 osób zginęło w zamachu bombowym na pociąg pasażerski w indyjskim stanie Assam, dokonanym przez separatystów z ludu Bodo.
- 1997 – W dokonanych przez islamskich fundamentalistów masakrach 4 wiosek w prowincji Ghulajzan w północnej Algierii zginęło według nieoficjalnych danych 412 osób.
- 2000 – W serii zamachów bombowych w stolicy Filipin Manili zginęły 22 osoby, a ponad 100 zostało rannych.
- 2002 – Mwai Kibaki został prezydentem Kenii.
- 2003 – Oddano do użytku Stadion Miejski w portugalskiej Bradze.
- 2004:
  - Władze Senegalu zawarły w Dakarze porozumienie pokojowe z separatystami z prowincji Casamance.
  - W pożarze klubu nocnego República Cromagnon w Buenos Aires zginęły 194 osoby, a ponad 700 zostało rannych.
- 2006:
  - Egzekucja Saddama Husajna.
  - Odbył się pogrzeb Jamesa Browna.
  - Ponad 400 osób zginęło na Morzu Jawajskim po zatonięciu indonezyjskiego promu pasażerskiego „Senopati Nusantara”.
  - W zamachu przeprowadzonym przez baskijską ETA na lotnisku w Madrycie zginęły 2 osoby, a ponad 20 zostało rannych.
- 2008 – Herman Van Rompuy został premierem Belgii.
- 2009:
  - 7 amerykańskich agentów CIA zginęło w samobójczym zamachu na bazę wojskową Chapman w afgańskiej prowincji Chost. W prowincji Kandahar zginęło w zamachu 4 kanadyjskich żołnierzy i dziennikarz.
  - W podwójnym zamachu samobójczym w irackim mieście Ar-Ramadi zginęły 23 osoby.
- 2011:
  - Jewgienij Szewczuk został prezydentem Naddniestrza.
  - Na Samoa i Tokelau nastąpiła zmiana strefy czasowej poprzez pominięcie daty 30 grudnia. W ten sposób znalazły się one po zachodniej stronie międzynarodowej linii zmiany daty.
- 2013 – 16 osób zginęło, a 27 zostało rannych w wyniku samobójczego zamachu bombowego na trolejbus w rosyjskim Wołgogradzie.
- 2015:
  - Giorgi Kwirikaszwili został premierem Gruzji.
  - W Republice Środkowoafrykańskiej odbyła się I tura wyborów prezydenckich. Do II tury przeszli: Anicet-Georges Dologuélé (23,74%) i późniejszy zwycięzca Faustin-Archange Touadéra (19,05%).
- 2018 – Félix Tshisekedi wygrał wybory prezydenckie w Demokratycznej Republice Konga.
- 2020:
  - Senat Argentyny zalegalizował aborcję do 14-tego tygodnia ciąży.
  - W wyniku osunięcia ziemi we wsi Ask koło Oslo zginęło 10 osób, kolejnych 10 odniosło obrażenia, a zawaleniu uległo 31 domów mieszkalnych i 9 innych budynków.
- 2022 – Sonexay Siphandone został premierem Laosu.

## Urodzili się
- 39 – Tytus Flawiusz, cesarz rzymski (zm. 81)
- 1475 – Gendun Gjaco, II Dalajlama (zm. 1542)
- 1552 – Simon Forman, angielski astrolog (zm. 1611)
- 1566 – Alessandro Piccinini, włoski kompozytor, lutnik (zm. 1638)
- 1591 – Joseph Furttenbach, niemiecki architekt, matematyk, inżynier (zm. 1667)
- 1642 – Vincenzo da Filicaja, włoski poeta (zm. 1707)
- 1673 – Ahmed III, sułtan Imperium Osmańskiego (zm. 1736)
- 1678 – William Croft, angielski kompozytor, organista (zm. 1727)
- 1687 – Clemente Argenvilliers, włoski kardynał pochodzenia francuskiego (zm. 1758)
- 1701 – Jakub Stefan Augustynowicz, polski duchowny ormiańskokatolicki, arcybiskup lwowski (zm. 1783)
- 1724 – Louis-Jean-François Lagrenée, francuski malarz (zm. 1805)
- 1743 – Ludwig Wilhelm von Schlabrendorf, niemiecki posiadacz ziemski (zm. 1803)
- 1746 – François-André Vincent, francuski malarz (zm. 1816)
- 1756 – Pavel Vranický, czeski kompozytor, dyrygent, skrzypek (zm. 1808)
- 1784 – Dorothea von Lieven, niemiecka arystokratka (zm. 1857)
- 1786:
  - Fryderyk I Praschma, niemiecki arystokrata, pan Niemodlina, dowódca wojskowy (zm. 1860)
  - Bjarni Thorarensen, islandzki poeta, polityk (zm. 1841)
- 1788:
  - Otto Kotzebue, rosyjski oficer marynarki, podróżnik, odkrywca pochodzenia niemieckiego (zm. 1846)
  - Édouard Pingret, francuski malarz, litograf (zm. 1875)
- 1794 – (lub 31 grudnia) John Edwards Holbrook, amerykański lekarz, zoolog (zm. 1871)
- 1806 – Luther V. Bell, amerykański psychiatra (zm. 1862)
- 1807 – Josias Philip Hoffman, burski polityk, prezydent Wolnego Państwa Orania (zm. 1879)
- 1811 – Adolf Aleksandrowicz, polski chemik, farmaceuta, radny krakowski (zm. 1875)
- 1816 – William Alexander Henry, kanadyjski prawnik, polityk (zm. 1888)
- 1819 – Theodor Fontane, niemiecki pisarz, dziennikarz, krytyk literacki, farmaceuta (zm. 1898)
- 1820 – Sokrat Starynkiewicz, rosyjski generał-major, polityk, prezydent Warszawy (zm. 1902)
- 1825:
  - Newton Booth, amerykański polityk (zm. 1892)
  - Jan Tadeusz Rogoziński, polski prawnik, pedagog (zm. 1883)
- 1829 – Juliusz Szmuła, polski działacz narodowy, polityk (zm. 1909)
- 1831 – Wiktor Godlewski, polski przyrodnik, ornitolog, technik, uczestnik powstania styczniowego, zesłaniec, badacz Bajkału (zm. 1900)
- 1832 – Stanisław Brzóska, polski duchowny katolicki, generał, uczestnik powstania styczniowego (zm. 1865)
- 1833 – Friedrich Theodor Köppen, rosyjski entomolog, botanik, geograf pochodzenia niemieckiego (zm. 1908)
- 1836 – Claude-André Paquelin, francuski lekarz, aptekarz (zm. 1905)
- 1838:
  - Émile Loubet, francuski adwokat, polityk, prezydent Francji (zm. 1929)
  - Zdzisław Tyszkiewicz, polski ziemianin, polityk (zm. 1894)
- 1841 – Tadeusz Kowalski, polski agronom, popularyzator oświaty rolniczej (zm. 1904)
- 1842 – Osman Hamdi Bey, turecki malarz, archeolog, znawca sztuki (zm. 1910)
- 1847:
  - John Peter Altgeld, amerykański polityk, gubernator Ilinois pochodzenia niemieckiego (zm. 1902)
  - Serafino Many, francuski duchowny katolicki, dziekan Roty Rzymskiej (zm. 1922)
- 1848 – María Dolores Rodríguez Sopeña Ortega, hiszpańska błogosławiona (zm. 1918)
- 1850 – Wilhelm Rudnick, niemiecki kompozytor, organista, pedagog (zm. 1927)
- 1852 – Danaił Nikołaew, bułgarski generał piechoty, polityk, minister wojny (zm. 1942)
- 1853:
  - Ernst August Claaszen, gdański kupiec, broker, kolekcjoner sztuki, amerykański urzędnik konsularny pochodzenia flamandzkiego (zm. 1924)
  - André Messager, francuski kompozytor, dyrygent (zm. 1929)
- 1857 – Carl Benda, niemiecki anatom, patolog, wykładowca akademicki (zm. 1932)
- 1858: 
  - Zygmunt Balicki, polski socjolog, publicysta, polityk (zm. 1916)
  - Eduard Mybs, niemiecki lekarz, esperantysta (zm. 1923)
  - Christo Popow, bułgarski podpułkownik, polityk, minister spraw wewnętrznych (zm. 1951)
- 1859 – Josef Bohuslav Foerster, czeski kompozytor, pedagog (zm. 1951)
- 1860 – Jonas Jablonskis, litewski językoznawca, wykładowca akademicki, tłumacz (zm. 1930)
- 1865 – Rudyard Kipling, brytyjski prozaik, poeta, laureat Nagrody Nobla (zm. 1936)
- 1867 – Wanda Siemaszkowa, polska reżyserka teatralna, aktorka (zm. 1947)
- 1869 – Stephen Leacock, kanadyjski pisarz, ekonomista (zm. 1944)
- 1872 – William Larned, amerykański tenisista (zm. 1926)
- 1873 – Al Smith, amerykański polityk (zm. 1944)
- 1875:
  - Jean-Guy Gautier, francuski rugbysta (zm. 1938)
  - Honorio Lopez, filipiński pisarz (zm. 1958)
- 1877:
  - Antoni Chmurski, polski prawnik, wydawca, działacz niepodległościowy (zm. 1963)
  - Maria Pilar od św. Franciszka Borgiasza Martínez Garcia, hiszpańska karmelitanka, męczennica, błogosławiona (zm. 1936)
- 1878 – Erwin Guido Kolbenheyer, austriacki prozaik, poeta, dramaturg (zm. 1962)
- 1879 – Ramana Maharishi, indyjski mistyk, poeta (zm. 1950)
- 1880:
  - Adam Andrzejewski, polski skrzypek, kompozytor, pedagog (zm. 1920)
  - Alfred Einstein, niemiecko-amerykański muzykolog pochodzenia żydowskiego (zm. 1952)
  - Dezső Földes, węgierski szablista (zm. 1950)
- 1881:
  - Wiktor Thommée, polski generał brygady (zm. 1962)
  - Eugenia Waśniewska, polska działaczka społeczna i feministyczna, polityk, poseł na Sejm RP (zm. 1944)
- 1882 – Wilhelm Wilk-Wyrwiński, polski podpułkownik, malarz, grafik, projektant zabawek (zm. 1918)
- 1883:
  - Marie Gevers, belgijska pisarka (zm. 1975)
  - Henryk Majętny, polski dowódca powstańczy na Górnym Śląsku (zm. 1948)
  - Jakob Neser, niemiecki zapaśnik (zm. 1965)
- 1884:
  - Arthur Edmund Carewe, amerykański aktor pochodzenia ormiańskiego (zm. 1937)
  - Olle Lanner, szwedzki gimnastyk (zm. 1926)
  - Otakar Štáfl, czeski taternik, malarz, grafik, ilustrator (zm. 1945)
  - Hideki Tōjō, japoński generał, polityk, premier Japonii, zbrodniarz wojenny (zm. 1948)
  - Jan Tomaszewski, polski gleboznawca, wykładowca akademicki (zm. 1967)
- 1885:
  - Gieorgij Pantielejmonow, rosyjski strzelec sportowy (zm. 1934)
  - Ferdinand Albert Pax, niemiecki zoolog, wykładowca akademicki (zm. 1962)
  - François Vergucht, belgijski wioślarz (zm. 1944)
- 1886:
  - Thomas Johnson, brytyjski kolarz torowy (zm. 1966)
  - Zygmunt Kozubski, polski duchowny i teolog katolicki, wykładowca akademicki (zm. 1952)
  - Mieczysław Lubelski, polski rzeźbiarz (zm. 1965)
  - Ludwik Ruszkowski, polski aktor (zm. 1960)
  - Karel Skoupý, czeski duchowny katolicki, biskup Brna (zm. 1972)
  - Austin Osman Spare, brytyjski okultysta, rysownik, malarz (zm. 1956)
- 1887 – Hans Rønne, duński gimnastyk (zm. 1951)
- 1888:
  - Adela Ber Vukić, bośniacka malarka, graficzka (zm. 1966)
  - Eugeniusz Kwiatkowski, polski chemik, wykładowca akademicki, polityk, minister skarbu, wicepremier, poseł na Sejm Ustawodawczy (zm. 1974)
  - Józef Roman, polski pedagog, polityk, poseł na Sejm RP (zm. 1934)
- 1890:
  - Carl Fältström, szwedzki zapaśnik (zm. 1965)
  - Lanoe Hawker, brytyjski pilot wojskowy, as myśliwski (zm. 1916)
  - Jacques Obozinski, belgijski architekt pochodzenia polskiego (zm. 1981)
  - Adolfo Ruiz Cortines, meksykański polityk, prezydent Meksyku (zm. 1973)
  - Victor Serge, rosyjski rewolucjonista, pisarz, publicysta, działacz Kominternu (zm. 1947)
- 1891 – Antoine Pinay, francuski polityk, premier Francji (zm. 1994)
- 1892 – John Litel, amerykański aktor (zm. 1972)
- 1894 – Eugeniusz Chrościcki, polski rotmistrz (zm. 1940)
- 1895:
  - Leslie Poles Hartley(inne języki), brytyjski pisarz (zm. 1972)
  - Anna Kałygina, radziecka działaczka partyjna (zm. 1937)
  - Halina Łuszczewska, polska aktorka, reżyserka teatralna (zm. 1970)
- 1896:
  - Eugeniusz Eibisch, polski malarz, pedagog (zm. 1987)
  - Sidney Highwood, brytyjski pilot wojskowy, as myśliwski (zm. 1975)
- 1897:
  - Alfredo Bracchi, włoski pisarz (zm. 1976)
  - Jan Grabowski, polski sędzia, instruktor harcerski, harcmistrz (zm. 1940)
  - Stanisław Saks, polski matematyk pochodzenia żydowskiego (zm. 1942)
- 1898:
  - Mark Gaj, radziecki funkcjonariusz służb specjalnych (zm. 1937)
  - Väinö Muinonen, fiński lekkoatleta, maratończyk (zm. 1978)
- 1899:
  - Gerald Halpin, australijski kolarz torowy (zm. 1944)
  - Helge Ingstad, norweski archeolog, odkrywca (zm. 2001)
- 1900:
  - Manuel Fleitas Solich, paragwajski piłkarz, trener (zm. 1984)
  - Władysław Sieroszewski, polski harcerz, prawnik, adwokat, prokurator Sądu Najwyższego, szef Wojskowego Sądu Specjalnego Warszawskiego Obszaru ZWZ/AK (zm. 1996)
- 1901:
  - Bronisław Dardziński, polski aktor, reżyser radiowy (zm. 1971)
  - Eugeniusz Wyrwicki, polski major dyplomowany pilot (zm. 1940)
- 1903:
  - Zdzisław Grot, polski historyk, bibliotekarz, wykładowca akademicki (zm. 1984)
  - Maria del Olvido Noguera Albelda, hiszpańska działaczka Akcji Katolickiej, męczennica, błogosławiona (zm. 1936)
- 1904:
  - François Drogou, francuski komandor porucznik, dowódca okrętów podwodnych (zm. 1940)
  - Dmitrij Kabalewski, rosyjski kompozytor, pianista (zm. 1987)
- 1905 – Hiroshi Inagaki, japoński reżyser filmowy (zm. 1980)
- 1906:
  - Eugeniusz Cękalski, polski reżyser, scenarzysta i producent filmowy (zm. 1952)
  - Jean Laurent, francuski piłkarz (zm. 1995)
  - Carol Reed, brytyjski aktor, reżyser, scenarzysta i producent filmowy (zm. 1976)
- 1907:
  - Sigmund Ruud, norweski skoczek narciarski, kombinator norweski, narciarz alpejski (zm. 1994)
  - Egon Vielrose, polski ekonomista, demograf (zm. 1984)
- 1908:
  - Abdon Stryszak, polski lekarz weterynarii (zm. 1995)
  - Jules Vandooren, francuski piłkarz, trener (zm. 1985)
- 1909:
  - Jaime Lazcano, hiszpański piłkarz (zm. 1983)
  - Maksymilian Myszkowski, polski artysta fotograf (zm. 1980)
  - Wasilij Obuchow, radziecki major pilot (zm. 1945)
- 1910:
  - Paul Bowles, amerykański kompozytor, poeta, prozaik, tłumacz (zm. 1999)
  - Bill Haast, amerykański biolog (zm. 2011)
  - Erling Nilsen, norweski bokser (zm. 1984)
  - Grațian Sepi, rumuński piłkarz (zm. 1977)
  - Adam Sroczyński, polski technolog produktów skrobiowych, wykładowca akademicki (zm. 2008)
- 1911:
  - Walt Brown, amerykański kierowca wyścigowy (zm. 1951)
  - Jeanette Nolan, amerykańska aktorka radiowa, filmowa i telewizyjna (zm. 1998)
- 1912 – Leon Cieśla, polski podporucznik, żołnierz ZWZ i BCh (zm. 1945)
- 1913:
  - Nina Nikitina, rosyjska aktorka (zm. 2000)
  - Jan Serafin, polski kapitan dyplomowany piechoty, żołnierz AK, cichociemny (zm. 1944)
- 1914:
  - Fred Germonprez, flamandzki pisarz, dziennikarz (zm. 2001)
  - Jo Van Fleet, amerykańska aktorka (zm. 1996)
- 1915 – Ołeksandr Laszko, ukraiński polityk komunistyczny, premier Ukraińskiej SRR (zm. 2002)
- 1916:
  - Georg Årlin, szwedzki aktor, reżyser filmowy (zm. 1992)
  - Henryk Prajs, polski porucznik, działacz społeczny i kombatancki pochodzenia żydowskiego (zm. 2018)
- 1917 – Wasilij Osipow, radziecki pilot wojskowy (zm. 1991)
- 1918 – Eugeniusz Romański, polski kapitan, żołnierz AK, uczestnik powstania warszawskiego (zm. 1944)
- 1919:
  - François Bordes, francuski archeolog, prehistoryk, pisarz science fiction (zm. 1981)
  - Tomasz Jodełka-Burzecki, polski eseista, krytyk literacki (zm. 1989)
  - Wasił Spasow, bułgarski piłkarz, trener (zm. 1996)
  - David Willcocks, brytyjski dyrygent, organista (zm. 2015)
- 1920:
  - Zoja Chołszczewnikowa, rosyjska łyżwiarka szybka (zm. 1991)
  - Jack Lord, amerykański aktor (zm. 1998)
  - Juliusz Ross, polski historyk sztuki, publicysta (zm. 1976)
- 1921:
  - Kenneth Jones, walijski rugbysta, lekkoatleta, sprinter (zm. 2006)
  - Raszid Karami, libański polityk, premier Libanu (zm. 1987)
  - Teresa Prekerowa, polska historyk (zm. 1998)
- 1922 – Zdzisław Wałaszewski, polski filolog, dziennikarz (zm. 2008)
- 1923:
  - Jacques Dynam, francuski aktor (zm. 2004)
  - Sara Lidman, szwedzka pisarka (zm. 2004)
- 1924:
  - Wacław Nowak, polski artysta fotograf (zm. 1976)
  - Zofia Wierchowicz, polska scenografka i reżyserka teatralna (zm. 1978)
- 1925:
  - Lew Allen, amerykański generał lotnictwa (zm. 2010)
  - Cees Koch, holenderski kajakarz (zm. 2024)
  - Ian MacNaughton, brytyjski reżyser i producent telewizyjny (zm. 2002)
- 1926 – Hector Quine, brytyjski gitarzysta klasyczny, pedagog (zm. 2015)
- 1927:
  - Robert Hossein, francuski aktor, reżyser i scenarzysta filmowy (zm. 2020)
  - Hamid al-Karawi, tunezyjski lekarz, polityk, premier Tunezji (zm. 2020)
- 1928:
  - Henri Debehogne, belgijski astronom (zm. 2007)
  - Bo Diddley, amerykański muzyk, piosenkarz (zm. 2008)
- 1929:
  - Roger Delageneste, francuski kierowca wyścigowy, dziennikarz sportowy (zm. 2017)
  - Jurij Konowałow, rosyjski lekkoatleta, sprinter (zm. 2008)
- 1930:
  - Elmira Gordon, belizejska psycholog, polityk, gubernator generalna Belize (zm. 2021)
  - Alvin Patterson, jamajski muzyk i perkusista reggae, członek zespołu The Wailers (zm. 2021)
  - Tu Youyou, chińska specjalistka w zakresie chemii farmakologicznej, laureatka Nagrody Nobla
- 1931:
  - Charles Bassett, amerykański pilot wojskowy, astronauta (zm. 1966)
  - András Róna-Tas, węgierski językoznawca, historyk
  - Qenan Toro, albański aktor (zm. 1989)
- 1932:
  - Eugenio Ravignani, włoski duchowny katolicki, biskup Triestu (zm. 2020)
  - Paolo Villaggio, włoski aktor, pisarz (zm. 2017)
- 1933 – Zdeněk Humhal, czeski siatkarz (zm. 2015)
- 1934:
  - John Bahcall, amerykański astrofizyk (zm. 2005)
  - Joseph Bologna, amerykański aktor, reżyser i scenarzysta filmowy i telewizyjny (zm. 2017)
  - Barry Briggs, nowozelandzki żużlowiec
  - Jacek Łuczak, polski kardiolog, wykładowca akademicki (zm. 2019)
  - Del Shannon, amerykański piosenkarz (zm. 1990)
  - Russ Tamblyn, amerykański aktor, tancerz, piosenkarz
- 1935:
  - Manuel Aaron, indyjski szachista
  - Omar Bongo, gaboński polityk, prezydent Gabonu (zm. 2009)
  - Wolfgang Dauner, niemiecki pianista jazzowy (zm. 2020)
  - Antal Kiss, węgierski lekkoatleta, chodziarz (zm. 2021)
  - Sandy Koufax, amerykański baseballista
  - Sjur Refsdal, norweski astrofizyk (zm. 2009)
- 1936:
  - Robert Beck, amerykański pięcioboista nowoczesny, szermierz (zm. 2020)
  - Mateo Sierra Bardají, hiszpański rolnik, związkowiec, polityk, eurodeputowany (zm. 2025)
  - Mike Spence, brytyjski kierowca wyścigowy (zm. 1968)
- 1937:
  - Gordon Banks, angielski piłkarz, bramkarz (zm. 2019)
  - Gabriel Nehrebecki, polski aktor (zm. 1991)
  - Raquel Olmedo, meksykańska aktorka, piosenkarka pochodzenia kubańskiego
- 1938:
  - José Eduardo de Andrade Vieira, brazylijski finansista, polityk (zm. 2015)
  - Ārons Bogoļubovs, łotewski judoka, trener pochodzenia żydowskiego
  - Gavino Ledda, włoski poeta, prozaik
- 1939:
  - Maria Alexandru, rumuńska tenisistka stołowa (zm. 2024)
  - Joseph Charron, amerykański duchowny katolicki, biskup Des Moines
  - Doeke Eisma, holenderski socjolog, polityk (zm. 2023)
  - János Kajdi, węgierski bokser (zm. 1992)
- 1940:
  - Norberto Bautista, argentyński piłkarz (zm. 1987)
  - Franz Courth, niemiecki pallotyn, teolog (zm. 1998)
- 1941:
  - John McPherson, amerykański reżyser filmowy (zm. 2007)
  - Bruno Parma, słoweński szachista
- 1942:
  - Jean-Claude Barclay, francuski tenisista
  - Władimir Bukowski, rosyjski pisarz, publicysta, dysydent, obrońca praw człowieka (zm. 2019)
  - Michael Nesmith, amerykański muzyk, wokalista i gitarzysta zespołu The Monkees, autor tekstów, producent muzyczny (zm. 2021)
  - Janko Prunk, słoweński historyk, polityk
  - Aníbal Ruiz, urugwajski piłkarz, trener (zm. 2017)
  - Irena Ulatowska, polska łuczniczka sportowa (zm. 2023)
  - Fred Ward, amerykański aktor (zm. 2022)
- 1943 – Linda Thom, kanadyjska strzelczyni sportowa
- 1944:
  - Lorenzo Cellerino, włoski lekkoatleta, sprinter
  - William J. Fallon, amerykański admirał
  - Paul Hoekstra, holenderski i belgijski kajakarz
- 1945:
  - Enrique Borja, meksykański piłkarz
  - Robert Guglielmone, amerykański duchowny katolicki, biskup Charleston
  - Davy Jones, brytyjski aktor, piosenkarz (zm. 2012)
  - Lloyd Kaufman, amerykański reżyser, producent i scenarzysta filmowy
  - Paola Pigni-Cacchi, włoska lekkoatletka, biegaczka średniodystansowa (zm. 2021)
- 1946:
  - Marc Forné Molné, andorski polityk, premier Andory
  - Rick Hill, amerykański polityk
  - Mario Pérez Guadarrama, meksykański piłkarz, trener
  - Marek Przybylik, polski dziennikarz, nauczyciel akademicki, samorządowiec
  - Patti Smith, amerykańska piosenkarka, autorka piosenek, poetka
  - Berti Vogts, niemiecki piłkarz, trener
- 1947:
  - Jacqueline Foster, brytyjska polityk
  - Jeff Lynne, brytyjski gitarzysta, wokalista, kompozytor, producent muzyczny, członek zespołu Electric Light Orchestra
  - Steve Mix, amerykański koszykarz
  - Ignacy Półćwiartek, polski polityk, poseł na Sejm RP
  - Iwan Zafirow, bułgarski piłkarz
- 1948:
  - Mieczysław Broniszewski, polski piłkarz, bramkarz, trener
  - Horace Engdahl, szwedzki historyk i krytyk literacki
  - Nikołaj Iwanow, białoruski historyk, wykładowca akademicki
  - Mira Kuś, polska poetka, publicystka
  - Randy Schekman, amerykański biolog pochodzenia żydowskiego, laureat Nagrody Nobla
- 1949:
  - Jerry Coyne, amerykański biolog ewolucyjny, wykładowca akademicki
  - Bruce Fairbairn, kanadyjski producent muzyczny (zm. 1999)
  - Rainer Fetting, niemiecki malarz
  - Jim Flaherty, kanadyjski polityk (zm. 2014)
  - Jurij Isakow, rosyjski lekkoatleta, tyczkarz (zm. 2013)
  - Petr Lachnit, czeski inżynier, polityk
- 1950:
  - Andrzej Fedorowicz, polski polityk, poseł na Sejm RP
  - Timothy Mo, brytyjski pisarz pochodzenia chińskiego
  - José María Ortega Trinidad, peruwiański duchowny katolicki, prałat terytorialny Juli
  - Bjarne Stroustrup, duński informatyk
  - Martti Vainio, fiński lekkoatleta, długodystansowiec (zm. 2009)
- 1951:
  - Jean-Pierre Bel, francuski samorządowiec, polityk
  - Dariusz Kozakiewicz, polski gitarzysta, członek zespołów: Breakout, Test i Perfect
  - Andrzej Smoliński, polski polityk, poseł na Sejm RP
- 1952:
  - Raül García Paolicchi, andorski szachista, trener
  - Cécile La Grenade, grenadyjska polityk
  - Paramjit Singh, indyjski koszykarz (zm. 2024)
- 1953:
  - Urszula Benka, polska poetka, pisarka, tłumaczka
  - Bill Kazmaier, amerykański futbolista, trójboista siłowy, wrestler, strongman
- 1954:
  - Barry Greenstein, amerykański pokerzysta
  - Penina Rosenblum, izraelska aktorka, modelka, piosenkarka, bizneswoman, polityk
- 1955:
  - Grażyna Bielska, polska rzeźbiarka, ceramiczka, malarka (zm. 2011)
  - Stefan Kotlewski, polski polityk, samorządowiec, wicemarszałek województwa mazowieckiego
  - Constant Tourné, belgijski kolarz torowy i szosowy
- 1956:
  - Jacek Marek Gallant, polski prawnik, dziennikarz, samorządowiec
  - Jes Holtsø, duński aktor
  - Zuzana Moravčíková, słowacka lekkoatletka, sprinterka i biegaczka średniodystansowa
  - Sheryl Lee Ralph, amerykańska aktorka
  - Jacek Wszoła, polski lekkoatleta, skoczek wzwyż
- 1957:
  - Waldemar Irek, polski duchowny katolicki, profesor nauk teologicznych (zm. 2012)
  - Patricia Kalember, amerykańska aktorka
  - Sato Kilman, vanuacki polityk, Premier Vanuatu
  - Matt Lauer, amerykański dziennikarz
- 1958:
  - Piotr Cielesz, polski dziennikarz, publicysta, poeta
  - Lav Diaz, filipiński aktor, reżyser, scenarzysta, producent, operator i montażysta filmowy
  - Aleksandra Pawliszyn, polska filozofka
  - Dariusz Sikora, polski hokeista
- 1959:
  - Paul Jackson Jr., amerykański gitarzysta, kompozytor, producent muzyczny
  - Tracey Ullman, brytyjska piosenkarka, aktorka, scenarzystka, tancerka, pisarka
- 1960:
  - Mike Bost, amerykański polityk
  - Roberto Venturini, sanmaryński polityk
  - Heather Wilson, amerykańska polityk
- 1961:
  - Bernard Clerfayt, belgijski polityk, samorządowiec, burmistrz Schaerbeek
  - Douglas Coupland, kanadyjski pisarz
  - Bill English, nowozelandzki polityk, premier Nowej Zelandii
  - Sean Hannity, amerykański komentator polityczny
  - Ben Johnson, kanadyjski lekkoatleta, sprinter pochodzenia jamajskiego
  - Charlie Nicholas, szkocki piłkarz
- 1962:
  - Arvils Ašeradens, łotewski dziennikarz, polityk
  - Pierre Brannefors, szwedzki żużlowiec
  - Gonzalo Arturo Bravo Álvarez, chilijski duchowny katolicki, biskup San Felipe
  - Donato Gama da Silva, hiszpański piłkarz pochodzenia brazylijskiego
  - Dominique Guigbile, togijski duchowny katolicki, biskup Dapaong
  - José Luis Manzano, hiszpański aktor (zm. 1992)
  - Giennadij Morozow, rosyjski piłkarz, trener
  - Alessandra Mussolini, włoska aktorka, polityk, eurodeputowana
- 1963:
  - Tony Carreira, portugalski piosenkarz
  - Kim Hill, amerykańska piosenkarka chrześcijańska
  - Ronald Jansen, holenderski hokeista na trawie
  - Mike Pompeo, amerykański polityk
  - Dan Radtke, niemiecki kolarz szosowy
  - John van’t Schip, holenderski piłkarz, trener
- 1964:
  - Bogusław Chrabota, polski dziennikarz, publicysta, pisarz
  - Dariusz Kuźmina, polski historyk, wykładowca akademicki
  - Eugeniusz Skupień, polski żużlowiec
- 1965:
  - David Baker, brytyjski kolarz górski i przełajowy
  - Fabián Cancelarich, argentyński piłkarz (zm. 2024)
  - Essam Abd Elfatah, egipski sędzia piłkarski
  - Łukasz Karwowski, polski reżyser, scenarzysta i producent filmowy
  - Tomasz Strahl, polski wiolonczelista
  - Zbigniew Woźniak, polski artysta fotograf, fotoreporter
- 1966 – Bennett Miller, amerykański reżyser filmowy
- 1967:
  - Seymour Fagan, jamajski lekkoatleta, sprinter
  - Andrzej Pilichowski-Ragno, polski fotograf, ilustrator książek dla dzieci
  - Philippe Quintais, francuski zawodnik i trener pétanque
  - Chris Wilson, kanadyjski zapaśnik
- 1968:
  - Artur Cieślak, polski pianista, kompozytor, krytyk muzyczny, pedagog
  - Sławomir Dudek, polski żużlowiec, trener
  - Fabrice Guy, francuski kombinator norweski
  - Meredith Monroe, amerykańska aktorka
- 1969:
  - Steve Edmondson, brytyjski basista, członek zespołu Paradise Lost
  - Dave England, amerykański aktor niezawodowy
  - Kersti Kaljulaid, estońska polityk, prezydent Estonii
  - Jay Kay, brytyjski muzyk, wokalista, kompozytor, członek zespołu Jamiroquai
  - Anthuan Maybank, amerykański lekkoatleta, sprinter
- 1970:
  - Kader Attia, algiersko-francuski artysta interdyscyplinarny
  - Farchad Chajtbajew, kirgiski piłkarz
  - Traa Daniels, amerykański basista, członek zespołu P.O.D.
  - Marcin Koszałka, polski operator filmowy, reżyser filmów dokumentalnych
  - Ināra Mūrniece, łotewska dziennikarka, polityk, przewodnicząca Sejmu
  - Thomas Winklhofer, austriacki piłkarz
- 1971:
  - Bartosz Arłukowicz, polski lekarz pediatra, polityk, poseł na Sejm RP, minister zdrowia, eurodeputowany
  - Lukas Bärfuss, szwajcarski prozaik, dramaturg, eseista
  - Marco Heggen, niemiecki muzyk, członek zespołu Marquess
  - Juan Carlos Henao, kolumbijski piłkarz, bramkarz
  - C.S. Lee, amerykański aktor pochodzenia koreańskiego
  - Kennedy Ochieng, kenijski lekkoatleta, sprinter
  - Danuta Polewska, polska spadochroniarka
  - Ricardo, hiszpański piłkarz, bramkarz
  - Piotr Skierski, polski tenisista stołowy
  - Daniel Sunjata, amerykański aktor
  - Chris Vance, brytyjski aktor
- 1972:
  - Daniel Amokachi, nigeryjski piłkarz
  - Oumar Dieng, francuski piłkarz pochodzenia senegalskiego
  - Paul Keegan, irlandzki piłkarz
  - Eddie Mills, amerykański aktor
  - Ngoy N’Sumbu, kongijski piłkarz (zm. 2024)
- 1973:
  - Jason Behr, amerykański aktor
  - Ato Boldon, trynidadzki lekkoatleta, sprinter
  - Maureen Flannigan, amerykańska aktorka
  - Swetłana Kriwenczewa, bułgarska tenisistka
  - Katarzyna Majgier, polska autorka literatury dziecięcej i młodzieżowej
  - Radek Vondráček, czeski prawnik, polityk, przewodniczący Izby Poselskiej
  - Sławomir Zamuszko, polski kompozytor
- 1974:
  - Alex Alves, brazylijski piłkarz (zm. 2012)
  - Adam Bab, polski duchowny katolicki, biskup pomocniczy lubelski
  - Khalilou Fadiga, senegalski piłkarz
  - Tomasz Głogowski, polski polityk, poseł na Sejm RP
  - Kim Sŏl Song, północnokoreańska polityk
  - Johan Landsberg, szwedzki tenisista
  - Aneta Liberacka, polska dziennikarka, publicystka
  - Johanna Sällström, szwedzka aktorka (zm. 2007)
  - Noel Whelan, angielski piłkarz
- 1975:
  - Scott Chipperfield, australijski piłkarz
  - Steffi Hanzlik, niemiecka skeletonistka
  - Matthias Höpfner, niemiecki bobsleista
  - Tiger Woods, amerykański golfista
- 1976:
  - Agata Agatowska, polska rzeźbiarka
  - Hadi Soua’an Al-Somaily, saudyjski lekkoatleta, płotkarz i sprinter
  - Dagmara Kowalska, polska piłkarka ręczna
  - Wilson Oruma, nigeryjski piłkarz
  - Anna Pieńkosz, polska politolog, dyplomata
  - A.J. Pierzynski, amerykański baseballista pochodzenia polskiego
  - Rhianna Pratchett, brytyjska scenarzystka gier komputerowych, pisarka
  - Pawał Siewiaryniec, białoruski pisarz, publicysta, polityk opozycyjny
- 1977:
  - Laila Ali, amerykańska bokserka
  - Glory Alozie, hiszpańska lekkoatletka, sprinterka pochodzenia nigeryjskiego
  - Tarik El Jarmouni, marokański piłkarz, bramkarz
  - Saša Ilić, serbski piłkarz
  - Ji Xinpeng, chiński badmintonista
  - Jozef Krnáč, słowacki judoka
  - Kenyon Martin, amerykański koszykarz
  - Lucy Punch, brytyjska aktorka
  - Kazuyuki Toda, japoński piłkarz
- 1978:
  - Devin Brown, amerykański koszykarz
  - Tyrese Gibson, amerykański aktor, raper, model
  - Phillips Idowu, brytyjski lekkoatleta, trójskoczek pochodzenia nigeryjskiego
  - Ewantia Maltsi, grecka koszykarka
  - Kordian Piwowarski, polski reżyser i scenarzysta filmowy
  - Zbigniew Promiński, polski kompozytor, gitarzysta, perkusista, producent muzyczny
- 1979:
  - Flávio Amado, angolski piłkarz
  - Miłana Bachajewa, czeczeńska dziennikarka, pisarka
  - Tommy Clufetos, amerykański perkusista, członek zespołu Black Sabbath
  - Gloria Kemasuode, nigeryjska lekkoatletka, sprinterka
  - Tomasz Trela, polski samorządowiec, polityk, poseł na Sejm RP
  - Marisa Vieira, portugalska lekkoatletka, tyczkarka
  - Yelawolf, amerykański raper
- 1980:
  - Henry Domercant, amerykański koszykarz
  - Eliza Dushku, amerykańska aktorka pochodzenia albańsko-duńskiego
  - Didier Ilunga-Mbenga, belgijski koszykarz pochodzenia kongijskiego
  - Katarzyna Mroczkowska, polska siatkarka
  - James Omondi, kenijski piłkarz
  - Bamlak Tessema Weyesa, etiopski sędzia piłkarski
- 1981:
  - Ali Al-Habsi, omański piłkarz, bramkarz
  - Cédric Carrasso, francuski piłkarz, bramkarz
  - Kate Elliot, nowozelandzka aktorka
  - Marius Moga, rumuński kompozytor, muzyk, członek zespołu Morandi
  - Sylwester Tułajew, polski samorządowiec, polityk, poseł na Sejm RP
  - Aristide Zogbo, iworyjski piłkarz, bramkarz
- 1982:
  - Jukka Backlund, fiński muzyk, członek zespołu Sunrise Avenue
  - Monica Hargrove, amerykańska lekkoatletka, sprinterka
  - Kristin Kreuk, kanadyjska aktorka
  - Toccara Montgomery, amerykańska zapaśniczka
  - Veridiana Mostaco da Fonseca, brazylijska siatkarka
  - Antonina Pimienowa, kazachska siatkarka
  - Razak Pimpong, ghański piłkarz
  - Ana Timotić, serbska tenisistka
  - Maciej Wasilenko, polski piłkarz ręczny
- 1983:
  - Chika Chukwumerije, nigeryjski taekwondzista
  - Luka Razmadze, gruziński piłkarz
  - Josh Sussman, amerykański aktor
  - Nick Symmonds, amerykański lekkoatleta, średniodystansowiec
- 1984:
  - Randall Azofeifa, kostarykański piłkarz
  - Béla Balogh, węgierski piłkarz
  - Andra Day, amerykańska piosenkarka, autorka tekstów, aktorka
  - Han Soon-chul, południowokoreański bokser
  - LeBron James, amerykański koszykarz
  - Bartosz Konitz, polsko-holenderski piłkarz ręczny
  - Gábor Urbán, węgierski piłkarz
- 1985:
  - Lars Boom, holenderski kolarz przełajowy i szosowy
  - Jakub Czakon, polski szachista
  - Arild Haugen, norweski bokser, strongman
  - Elouise Rudy, amerykańska lekkoatletka, tyczkarka
  - Anna Wood, amerykańska aktorka
- 1986:
  - Onyekachi Apam, nigeryjski piłkarz
  - Domenico Criscito, włoski piłkarz
  - Marcelo Díaz, chilijski piłkarz
  - Ellie Goulding, brytyjska wokalistka, gitarzystka
  - Nikki Harris, brytyjska kolarka przełajowa, górska i szosowa
  - Mohamed Koffi, burkiński piłkarz
  - Dawid Lewicki, polski siatkarz
  - Caity Lotz, amerykańska aktorka
  - Shane Perkins, australijski kolarz torowy
  - Tatiana Soledad Rizzo, argentyńska siatkarka
  - Gianni Zuiverloon, holenderski piłkarz
- 1987:
  - Thomaz Bellucci, brazylijski tenisista
  - Rocío Gómez Lopez, hiszpańska siatkarka
  - Paweł Majewski, polski dziennikarz, urzędnik państwowy
  - Jakub Nakládal, czeski hokeista
  - Jeanette Ottesen, duńska pływaczka
  - Tim Smyczek, amerykański tenisista pochodznia polskiego
- 1988:
  - Fares Juma Al-Saadi, emiracki piłkarz
  - Leon Jackson, szkocki piosenkarz
  - Erik Johansson, szwedzki piłkarz
  - Jan Mela, polski polarnik, działacz społeczny
  - Tim Schleicher, niemiecki zapaśnik
- 1989:
  - Behailu Assefa, etiopski piłkarz
  - Diogo Silvestre Bittencourt, brazylijski piłkarz
  - Manuel Gaspar Costa, angolski piłkarz
  - Elgudża Grigalaszwili, gruziński piłkarz
  - Alexandra Klineman, amerykańska siatkarka
  - Ryan Sheckler, amerykański skateboarder
  - Kateřina Vaňková, czeska tenisistka
- 1990:
  - Josip Bilinovac, chorwacki koszykarz
  - Dương Thị Việt Anh, wietnamska lekkoatletka, wieloboistka
  - Silao Malo, samoański piłkarz
  - C.J. Wilcox, amerykański koszykarz
- 1991:
  - Camila Giorgi, włoska tenisistka pochodzenia żydowskiego
  - Melanie Margalis, amerykańska pływaczka
  - Kurumi Nara, japońska tenisistka
  - Siyanda Xulu, południowoafrykański piłkarz
  - Brad Waldow, amerykański koszykarz
- 1992:
  - Nick Gwiazdowski, amerykański zapaśnik pochodzenia polskiego
  - Pawło Miahkow, ukraiński piłkarz
  - Gary O’Donovan, irlandzki wioślarz
  - Arpinder Singh, indyjski lekkoatleta, trójskoczek
- 1993:
  - Ager Aketxe, hiszpański piłkarz narodowści baskijskiej
  - Loren Morón, hiszpański piłkarz
  - Keifer Sykes, amerykański koszykarz
- 1994:
  - Seren Bundy-Davies, brytyjska lekkoatletka, sprinterka
  - Nikola Milutinov, serbski koszykarz
  - Paul Watson, amerykański koszykarz
  - Troy Williams, amerykański koszykarz
  - Batabe Zempare, ghańsko-amerykańska koszykarka
- 1995:
  - Valentin Chauvin, francuski biegacz narciarski
  - Kim Tae-hyung, południowokoreański wokalista, autor tekstów, członek zespołu BTS
  - Andreas Schuler, szwajcarski skoczek narciarski
  - Igor Szestiorkin, rosyjski hokeista, bramkarz
- 1996:
  - Stephanie Del Valle, portorykańska modelka, zdobywczyni tytułu Miss World
  - Pablo Galdames, chilijski piłkarz
- 1997:
  - Enea Bastianini, włoski motocyklista wyścigowy
  - Jakub Jakubik, polski aktor, reżyser
  - Dru Smith, amerykański koszykarz
  - Nilton Soto, peruwiański zapaśnik
- 1998:
  - Ernestina Abambila, ghańska piłkarka
  - Zachary Brault-Guillard, kanadyjski piłkarz pochodzenia haitańskiego
  - Jutta Leerdam, holenderska łyżwiarka szybka
  - Eline Timmerman, holenderska siatkarka
- 1999 – Jean-Clair Todibo, francuski piłkarz pochodzenia gujańskiego
- 2002 – Jordan Wedderburn. południowoafrykańska piłkarka wodna
- 2003 – Dina Ayada, belgijska piosenkarka, raperka pochodzenia marokańskiego

## Zmarli
- 274 – Feliks I, papież, święty (ur. ok. 210)
- 490 – (lub 491) Perpet z Tours, biskup, święty (ur. ?)
- 1115 – Teodoryk II Waleczny, książę Górnej Lotaryngii (ur. ?)
- 1178 – Przybysław, książę Meklemburgii (ur. ?)
- 1277 – (lub 1278) Sambor II, książę lubiszewsko-tczewski (ur. 1211/1212)
- 1284 – Małgorzata Colonna, włoska klaryska, błogosławiona (ur. 1255)
- 1331 – Bernard Gui, francuski duchowny katolicki, dominikanin, biskup Tui i Lodève, inkwizytor (ur. 1261)
- 1419 – Wacław II, książę legnicki i nysko-otmuchowski, biskup lubuski i wrocławski (ur. 1348)
- 1436 – Ludwik III Wittelsbach, elektor Palatynatu Reńskiego (ur. 1378)
- 1460 – Ryszard Plantagenet, angielski arystokrata (ur. 1411)
- 1525 – Jakob Fugger, niemiecki przedsiębiorca (ur. 1459)
- 1532 – Krzysztof Szydłowiecki, polski szlachcic, polityk (ur. 1467)
- 1543 – Gian Matteo Giberti, włoski duchowny katolicki, biskup Werony, dyplomata (ur. 1495)
- 1552 – Francisco de Enzinas, hiszpański teolog protestancki, tłumacz (ur. 1518)
- 1572 – Galeazzo Alessi, włoski architekt (ur. 1512)
- 1573 – Giovanni Battista Giraldi, włoski prozaik, poeta (ur. 1504)
- 1576 – Maciej z Mąkolina, polski dworzanin (ur. ok. 1498)
- 1583 – Emanuel Alvarez, portugalski jezuita, językoznawca (ur. ok. 1526)
- 1586 – Ludovico d’Este, włoski duchowny katolicki, biskup Ferrary, kardynał (ur. 1538)
- 1591 – Innocenty IX, papież (ur. 1519)
- 1644 – Johann Helmont, flamandzki lekarz, fizjolog, alchemik (ur. 1579/1580)
- 1662 – Anna Elżbieta Burbon, francuska księżniczka (ur. 1662)
- 1665 – Paweł Jan Sapieha, hetman wielki litewski, wojewoda wileński i witebski (ur. 1609)
- 1691 – Robert Boyle, angielski chemik, fizyk pochodzenia irlandzkiego (ur. 1627)
- 1732 – Cornelio Bentivoglio, włoski kardynał (ur. 1668)
- 1757 – Andreas Faulhaber, niemiecki jezuita (ur. 1713)
- 1777 – Maksymilian III Józef Wittelsbach, elektor Bawarii (ur. 1727)
- 1788 – Francesco Zuccarelli, włoski malarz (ur. 1702)
- 1798 – Christian Gotthelf Gutschmidt, saski prawnik, polityk, pierwszy minister Saksonii (ur. 1721)
- 1801 – Filippo Maria Visconti, włoski duchowny katolicki, arcybiskup Mediolanu (ur. 1721)
- 1803 – Francis Lewis, amerykański polityk (ur. 1713)
- 1808 – José Moñino, hiszpański hrabia, polityk (ur. 1728)
- 1814 – Richard Brent, amerykański prawnik, polityk (ur. 1757)
- 1816 – Louis Henri Loison, francuski generał (ur. 1771)
- 1821 – Józef Gembart, polski duchowny katolicki biskup pomocniczy gnieźnieński (ur. 1743)
- 1830 – William Strutt, brytyjski inżynier, architekt, wynalazca (ur. 1756)
- 1836 – James Graham, brytyjski arystokrata, polityk (ur. 1755)
- 1860 – Nicolaas Pieneman, holenderski malarz, litograf (ur. 1809)
- 1863 – Constantin Wilhelm Lambert Gloger, niemiecki zoolog, ornitolog (ur. 1803)
- 1870 – Juan Prim y Prats, hiszpański generał, polityk, premier Hiszpanii (ur. 1814)
- 1874 – Jan Chęciński, polski pisarz, aktor, reżyser teatralny (ur. 1826)
- 1877 – Aleksander Wielopolski, polski hrabia, polityk, naczelnik Rządu Cywilnego Królestwa Polskiego (ur. 1803)
- 1878 – Łazarz Budagow, ormiański turkolog, wykładowca akademicki (ur. 1812)
- 1879 – Manuel de Araújo Porto-Alegre, brazylijski poeta, dramaturg, malarz, architekt, dziennikarz, krytyk i historyk sztuki, dyplomata (ur. 1806)
- 1880:
  - Józef Chwiećkowski, polski lekarz, filozof przyrody, uczestnik powstania styczniowego, zesłaniec (ur. 1821)
  - Maria z Hesji-Kassel, wielka księżna Meklemburgii-Strelitz (ur. 1796)
- 1882 – Wojciech Jastrzębowski, polski przyrodnik, fizyk, zoolog, wykładowca akademicki (ur. 1799)
- 1883 – Jan Konstanty Żupański, polski księgarz, wydawca (ur. 1804)
- 1885 – Kazimierz Adam Dzieduszycki, polski hrabia, ziemianin, podporucznik, polityk (ur. 1812)
- 1886 – Hans Alexis von Biehler, pruski generał piechoty (ur. 1818)
- 1893 – Samuel Baker, brytyjski podróżnik, odkrywca (ur. 1821)
- 1894 – Amelia Bloomer, amerykańska działaczka na rzecz praw kobiet (ur. 1818)
- 1896:
  - Bolesław Oskierka, polski działacz narodowy i społeczny, ziemianin, uczestnik powstania styczniowego, zesłaniec (ur. 1822)
  - William Harwar Parker, amerykański oficer marynarki wojennej (ur. 1826)
  - José Rizal, filipiński lekarz, polihistor, bohater narodowy (ur. 1861)
- 1899:
  - Axel Danielsson, szwedzki dziennikarz, pisarz, polityk (ur. 1863)
  - James Paget, brytyjski chirurg (ur. 1814)
  - Maria Truskolaska Leszczyńska, polska posiadaczka ziemska (ur. 1830 lub 31)
- 1900 – Eugenia Ravasco, włoska zakonnica, błogosławiona (ur. 1845)
- 1905 – Eugeniu Stătescu, rumuński adwokat, polityk (ur. 1836)
- 1910 – Práxedis Hurtado, meksykański poeta, dziennikarz, anarchista, rewolucjonista (ur. 1882)
- 1911 – Siegfried Lipiner, austriacki prozaik, poeta (ur. 1856)
- 1912 – Witold Skórzewski, polski hrabia, ziemianin (ur. 1864)
- 1913:
  - Jan Maria Boccardo, włoski duchowny katolicki, błogosławiony (ur. 1848)
  - Zofia Wilhelmina Nassau, królowa szwedzka i norweska (ur. 1836)
- 1914 – Duncan E. McKinlay, amerykański polityk (ur. 1862)
- 1915 – Oswald Külpe, niemiecki filozof, psycholog, wykładowca akademicki (ur. 1862)
- 1916 – Grigorij Rasputin, rosyjski mnich, faworyt rodziny cara Mikołaja II (ur. 1869)
- 1917 – William Heerlein Lindley, brytyjski inżynier budowlany (ur. 1853)
- 1918 – Aroldo Bonzagni, włoski malarz, grafik, ilustrator (ur. 1887)
- 1921 – Szaja Rosenblatt, polski przedsiębiorca pochodzenia żydowskiego (ur. 1841)
- 1922 – Gaston Bonnier, francuski botanik, wykładowca akademicki (ur. 1853)
- 1923 – Édouard Jean-Marie Stephan, francuski astronom, wykładowca akademicki (ur. 1837)
- 1924:
  - Gwidon Bursa, polski major piechoty (ur. 1897)
  - Oreste Giorgi, włoski kardynał, wysoki urzędnik Kurii Rzymskiej (ur. 1856)
- 1926 – Waldemar Müller, niemiecki polityk, nadburmistrz Poznania (ur. 1851)
- 1928:
  - Jean Collas, francuski rugbysta (ur. 1874)
  - Johannes von Kries, niemiecki fizjolog, psycholog, statystyk, wykładowca akademicki (ur. 1853)
- 1931 – Natalia Dzierżkówna, polska poetka, pisarka, autorka książek dla dzieci i młodzieży, tłumaczka, malarka, działaczka społeczna (ur. 1861)
- 1932:
  - Bronisława Chraszczewska, polska aktorka, śpiewaczka operetkowa (ur. 1862)
  - Józef Neumann, polski drukarz, polityk, poseł na Sejm Krajowy Galicji, prezydent Lwowa (ur. 1857)
- 1933 – Samuel Halperin, polski kupiec, przedsiębiorca pochodzenia żydowskiego (ur. 1897)
- 1934 – Tadeusz Borowiczka, polski kapitan rezerwy piechoty, pedagog (ur. 1876)
- 1935:
  - Rufus Isaacs, brytyjski arystokrata. prawnik, polityk pochodzenia żydowskiego (ur. 1860)
  - János Tomcsányi, węgierski językoznawca, tłumacz, pedagog (ur. 1873)
- 1936:
  - Fryderyk Habsburg, arcyksiążę austriacki, marszałek polny (ur. 1856)
  - Anna Kaworek, polska zakonnica, Służebnica Boża (ur. 1872)
  - Ronald Thomas, australijski tenisista (ur. 1888)
- 1937:
  - Alaksandr Cwikiewicz, białoruski historyk, polityk, premier Białoruskiej Republiki Ludowej na uchodźstwie (ur. 1888)
  - Stefan Eitner, polski kapitan piechoty (ur. 1886)
  - Grigorij Zarżycki, radziecki polityk (ur. 1894)
- 1938 – Aleksander Kakowski, polski duchowny katolicki, arcybiskup warszawski, prymas Polski, kardynał, członek Rady Regencyjnej (ur. 1862)
- 1940:
  - Gjergj Fishta, albański duchowny katolicki, poeta, tłumacz, działacz niepodległościowy (ur. 1871)
  - Frederick Goodhue, szkocki rugbysta, lekarz (ur. 1867)
  - Norbert Gosieniecki, polski kleryk, Sługa Boży (ur. 1920)
  - Józefa Krzyżanowska-Kodisowa, polska filozof, psycholog, wykładowczyni akademicka, feministka (ur. 1865)
  - Pierre Valcke, belgijski hokeista na trawie (ur. 1884)
- 1941 – El Lissitzky, rosyjski malarz, grafik, architekt, typograf, fotograf pochodzenia żydowskiego (ur. 1890)
- 1942:
  - Henryk Glicenstein, polsko-amerykański rzeźbiarz, malarz, grafik pochodzenia żydowskiego (ur. 1870)
  - Nevile Henderson, brytyjski dyplomata (ur. 1882)
  - Samuel Lew, polski księgowy, działacz społeczny i oświatowy pochodzenia żydowskiego (ur. 1864)
  - Wilhelm Wachtel, polski malarz, grafik pochodzenia żydowskiego (ur. 1875)
- 1943:
  - Hobart Bosworth, amerykański aktor, reżyser, scenarzysta i producent filmowy (ur. 1867)
  - Gerhard Koß, niemiecki prawnik, samorządowiec, żołnierz (ur. 1909)
- 1944:
  - Romain Rolland, francuski pisarz, muzykolog, laureat Nagrody Nobla (ur. 1866)
  - Józef Stachowski, polski poeta (ur. 1913)
  - Bernard Świerczyna, polski podporucznik rezerwy, działacz ruchu oporu (ur. 1914)
  - Władysław Zawistowski, polski krytyk teatralny, teatrolog (ur. 1897)
- 1945:
  - Ludwik Kobiela, polski folklorysta, literat (ur. 1897)
  - Jules Pappaert, belgijski piłkarz (ur. 1905)
- 1946 – Charles Wakefield Cadman, amerykański kompozytor, organista, zbieracz folkloru, krytyk muzyczny (ur. 1881)
- 1947:
  - Eugeniusz Czarnowski, polski ekonomista, polityk, kapitan AK (ur. 1904)
  - Han van Meegeren, holenderski malarz, fałszerz dzieł sztuki (ur. 1889)
  - Alfred North Whitehead, brytyjski filozof, matematyk, fizyk teoretyczny, wykładowca akademicki (ur. 1861)
  - Riichi Yokomitsu, japoński pisarz (ur. 1898)
- 1949:
  - Władysław Korsak, polski działacz państwowy, wojewoda kielecki i stanisławowski, wiceminister spraw wewnętrznych (ur. 1890)
  - Leopold IV, regent i książę Lippe (ur. 1871)
  - Stanisław Michalski, polski działacz oświatowy (ur. 1865)
  - Romuald Rajs, polski żołnierz WP i ZWZ-AK, uczestnik podziemia antykomunistycznego, zbrodniarz wojenny (ur. 1913)
- 1950:
  - Arthur Davidson, amerykański przedsiębiorca (ur. 1881)
  - Jan Kinel, polski entomolog, wykładowca akademicki (ur. 1886)
- 1951 – Adolf Henryk Silberschein, polski adwokat, działacz syjonistyczny, polityk, poseł na Sejm RP pochodzenia żydowskiego (ur. 1882)
- 1952 – Willie Brown, amerykański muzyk bluesowy (ur. 1900)
- 1953:
  - Aleksander Bogusiński, polski aktor (ur. 1877)
  - Charles Daniélou, francuski prozaik, poeta, samorządowiec, polityk (ur. 1878)
  - Marian Niedzielski, polski adwokat (ur. 1884)
- 1954:
  - Günther Quandt, niemiecki przemysłowiec, polityk (ur. 1881)
  - Tadeusz Trepkowski, polski grafik, plakacista (ur. 1914)
- 1955 – Jerzy Tomaszewski, polski dyplomata (ur. 1872)
- 1956 – Maria Kotarba, polska kurierka ruchu oporu (ur. 1907)
- 1957:
  - Gaston Aumoitte, francuski krokiecista (ur. 1884)
  - Vangjush Mio, albański malarz (ur. 1891)
  - Václav Mrázek, czeski seryjny morderca (ur. 1925)
- 1959 – Janina Klimkiewicz, polska aktorka (ur. 1891)
- 1963 – Henrik Hajós, węgierski pływak (ur. 1886)
- 1964 – Hans Gerhard Creutzfeldt, niemiecki neurolog (ur. 1885)
- 1965 – Czesław Pruszyński, polski prawnik, dyplomata, heraldyk (ur. 1890)
- 1966:
  - Pietro Ciriaci, włoski kardynał, wysoki urzędnik Kurii Rzymskiej (ur. 1885)
  - Henryk Gotlib, polski malarz, rzeźbiarz, literat pochodzenia żydowskiego (ur. 1890)
  - Christian Archibald Herter, amerykański polityk (ur. 1895)
  - Ignacy Nowak, polski ginekolog, polityk, poseł na Sejm RP (ur. 1887)
- 1967 – Jean-Marie Querville, francuski admirał, dowódca okrętów podwodnych (ur. 1903)
- 1968:
  - Bert Hadley, amerykański aktor (ur. 1882)
  - Trygve Lie, norweski polityk, sekretarz generalny ONZ (ur. 1896)
  - Kiriłł Mierieckow, radziecki dowódca wojskowy, marszałek ZSRR, polityk (ur. 1897)
- 1969:
  - Angelina Beloff, rosyjsko-meksykańska malarka (ur. 1879)
  - Jan Rompski, kaszubski, poeta, etnograf (ur. 1913)
  - Jiří Trnka, czeski twórca filmów animowanych (ur. 1912)
- 1970 – Sonny Liston, amerykański bokser (ur. 1932)
- 1971:
  - Zbigniew Burzyński, polski kapitan pilot, baloniarz, konstruktor balonów (ur. 1902)
  - Jo Cals, holenderski prawnik, polityk, premier Holandii (ur. 1914)
  - Vinicio Paladini, włoski malarz, architekt, teoretyk sztuki (ur. 1902)
- 1973:
  - Henri Büsser, francuski kompozytor, dyrygent pochodzenia niemieckiego (ur. 1872)
  - Antonina Halicka polska geolog, wykładowczyni akademicka (ur. 1908)
  - Michaił Somow, rosyjski oceanolog, badacz polarny (ur. 1908)
  - Konstantin Wierszynin, radziecki dowódca wojskowy, główny marszałek lotnictwa (ur. 1900)
- 1974:
  - Alicja Halicka, polska malarka (ur. 1889)
  - Wacław Konderski, polski ekonomista, bankowiec (ur. 1886)
  - Jerzy Odrowąż-Pieniążek, polski chemik, oficer saperów, pisarz (ur. 1890)
- 1975 – Hermann Paul Müller, niemiecki kierowca i motocyklista wyścigowy (ur. 1909)
- 1976:
  - Karl Burdach, niemiecki generał (ur. 1891)
  - Rudolf Fischer, szwajcarski kierowca wyścigowy (ur. 1912)
  - Juliusz Ross, polski historyk sztuki, publicysta (ur. 1920)
- 1977 – Camille Wolff, luksemburski tenisista (ur. 1894)
- 1979 – Richard Rodgers, amerykański kompozytor (ur. 1902)
- 1980 – Bernard Czapliński, polski duchowny katolicki, biskup pomocniczy chełmiński (ur. 1908)
- 1981:
  - Jewgienij Fiodorow, radzidcki generał porucznik, geofizyk (ur. 1910)
  - Tomasa Núñez, kubańska lekkoatletka, oszczepniczka (ur. 1951)
  - Franjo Šeper, chorwacki duchowny katolicki, arcybiskup metropolita Zagrzebia (ur. 1905)
- 1982:
  - Henryk Bromowicz, polski hokeista, trener (ur. 1924)
  - Philip Hall, brytyjski matematyk (ur. 1904)
  - John Main, irlandzki benedyktyn (ur. 1926)
- 1983:
  - Charles Gunn, brytyjski lekkoatleta, chodziarz (ur. 1885)
  - Stefan Kalinowski, polski działacz komunistyczny, polityk, poseł na Sejm PRL, prokurator generalny (ur. 1907)
- 1984 – Hedwig Bienkowski-Andersson, niemiecka aforystka, poetka, pisarka pochodzenia szwedzkiego (ur. 1904)
- 1985 – Alfred Heurteaux, francuski pilot wojskowy, as myśliwski (ur. 1893)
- 1986:
  - Lew Ayres, amerykański aktor (ur. 1908)
  - Jerzy Kwiatkowski, polski filolog, poeta (ur. 1927)
- 1987:
  - Leslie Arliss, brytyjski reżyser filmowy (ur. 1901)
  - Janina Jabłonowska, polska aktorka (ur. 1903)
- 1988:
  - Boris Abłynin, rosyjski reżyser filmów kukiełkowych (ur. 1929)
  - Julij Daniel, rosyjski pisarz, poeta. tłumacz, dysydent (ur. 1925)
  - Isamu Noguchi, japoński rzeźbiarz, scenograf, projektant, architekt krajobrazu (ur. 1904)
  - Józef Skowroński, polski rolnik, polityk, poseł na Sejm PRL (ur. 1912)
- 1989:
  - Sten Abel, norweski żeglarz sportowy (ur. 1899)
  - Yasuji Miyazaki, japoński pływak (ur. 1916)
  - Fumiteru Nakano, japoński tenisista (ur. 1915)
- 1991:
  - Jean Grumellon, francuski piłkarz (ur. 1923)
  - Michi Nakanishi, japońska lekkoatletka, sprinterka i płotkarka (ur. 1923)
- 1992:
  - Mihailo Lalić, serbski pisarz (ur. 1914)
  - Roman Tomaszewski, polski wydawca, poligraf, typograf, bibliofil, wykładowca akademicki (ur. 1921)
  - Lusine Zakarian, ormiańska śpiewaczka operowa (sopran) (ur. 1937)
- 1993:
  - Irving Paul Lazar, amerykański impresario pochodzenia żydowskiego (ur. 1907)
  - George Stone, amerykański koszykarz (zm. 1946)
- 1994:
  - Czesław Droździewicz, polski gitarzysta, pedagog (ur. 1947)
  - Stefan Witorzeńć, polski pułkownik pilot, as myśliwski (ur. 1908)
- 1995:
  - Poul Andersen, duński piłkarz (ur. 1930)
  - Doris Grau, amerykańska aktorka (ur. 1924)
  - Maria Kann, polska autorka książek dla dzieci, działaczka niepodległościowa i harcerska (ur. 1906)
  - Heiner Müller, niemiecki pisarz (ur. 1929)
  - Andrzej Sycz, polski fizyk, astronom, filozof, malarz, tłumacz, wynalazca (ur. 1931)
- 1996:
  - Lew Ayres, amerykański aktor (ur. 1908)
  - Wacław Szyszkowski, polski prawnik (ur. 1904)
- 1998:
  - Joan Brossa, kataloński prozaik, dramaturg, rzeźbiarz, grafik (ur. 1919)
  - Keisuke Kinoshita, japoński reżyser filmowy (ur. 1912)
  - Eugene Roe, amerykański żołnierz (ur. 1921)
  - George Webb, brytyjski aktor komediowy (ur. 1911)
- 1999:
  - Richard Breyer, niemiecki historyk (ur. 1917)
  - Anna Fehér, węgierska gimnastyczka (ur. 1921)
  - Sarah Knauss, amerykańska superstulatka (ur. 1880)
- 2000:
  - Tom Blohm, norweski piłkarz, bramkarz, trener (ur. 1920)
  - Stanisław Broniewski, polski ekonomista, harcmistrz (ur. 1915)
  - Julius J. Epstein, amerykański scenarzysta filmowy (ur. 1909)
  - Jan Kulka, polski poeta, prozaik (ur. 1937)
  - Stanisław Łazorek, polski malarz (ur. 1938)
- 2001 – Ryszard Michalik, polski generał (ur. 1930)
- 2002 – Mary Brian, amerykańska aktorka (ur. 1906)
- 2003:
  - Janusz Adamczyk, polski generał (ur. 1947)
  - Anita Mui, hongkońska piosenkarka, aktorka (ur. 1963)
- 2004:
  - Salvatore Asta, włoski duchowny katolicki, arcybiskup, dyplomata (ur. 1915)
  - Artie Shaw, amerykański klarnecista jazzowy, kompozytor, pisarz (ur. 1910)
- 2006:
  - Saddam Husajn, iracki generał, polityk, prezydent Iraku (ur. 1937)
  - Tomasz Sacha, polski muzyk jazzowy (ur. 1953)
- 2009:
  - Rowland S. Howard, australijski muzyk rockowy, gitarzysta, kompozytor (ur. 1959)
  - Peter Seiichi Shirayanagi, japoński duchowny katolicki, arcybiskup Tokio, kardynał (ur. 1928)
  - Abdurrahman Wahid, indonezyjski polityk, prezydent Indonezji (ur. 1940)
- 2010:
  - Ellis Clarke, trynidadzki polityk, prezydent Trynidadu i Tobago (ur. 1917)
  - Bobby Farrell, arubijski wokalista, członek zespołu Boney M. (ur. 1949)
  - Pawieł Kołczin, rosyjski biegacz narciarski (ur. 1930)
- 2011 – Mirko Tremaglia, włoski prawnik, polityk (ur. 1926)
- 2012:
  - Mike Hopkins, nowozelandzki montażysta dźwięku (ur. 1959)
  - Rita Levi-Montalcini, włoska embriolog, neurolog, laureatka Nagrody Nobla (ur. 1909)
  - Beate Sirota Gordon, japońska feministka pochodzenia żydowskiego (ur. 1923)
  - Carl Woese, amerykański mikrobiolog, fizyk (ur. 1928)
- 2013:
  - Akeem Adams, trynidadzko-tobagijski piłkarz (ur. 1991)
  - Sjoerd Huisman, holenderski łyżwiarz szybki (ur. 1986)
  - José María Maguregui, hiszpański piłkarz, trener (ur. 1934)
  - Eero Mäntyranta, fiński biegacz narciarski (ur. 1937)
- 2014:
  - Marian Jurczyk, polski związkowiec, działacz opozycji antykomunistycznej, polityk, samorządowiec, senator RP, prezydent Szczecina (ur. 1935)
  - Luise Rainer, niemiecka aktorka (ur. 1910)
- 2015:
  - Andrzej Lachowicz, polski grafik, malarz, fotograf, autor filmów, teoretyk sztuki (ur. 1939)
  - Artan Minarolli, albański aktor, reżyser i scenarzysta filmowy (ur. 1958)
  - Maria Roszkowska-Blaim, polska pediatra (ur. 1947)
- 2016:
  - Matt Carragher, angielski piłkarz (ur. 1976)
  - Peter Fernando, indyjski duchowny katolicki, biskup Tuticorin (ur. 1939)
  - Longin Komołowski, polski polityk, minister pracy, poseł na Sejm RP, wicepremier (ur. 1948)
  - Jan Lutomski, polski pływak (ur. 1937)
  - Justo Mullor García, hiszpański duchowny katolicki, arcybiskup, nuncjusz apostolski (ur. 1932)
  - Rudolf Siegert, polski piłkarz (ur. 1938)
- 2017:
  - Bill Lishman, kanadyjski wynalazca, artysta, motolotniarz (ur. 1939)
  - Gyöngyi Szalay-Horváth, węgierska szpadzistka (ur. 1968)
- 2018:
  - Karel Engel, czeski zapaśnik (ur. 1940)
  - Judith Rich Harris, amerykańska psycholog (ur. 1938)
  - Don Lusk, amerykański animator, reżyser filmów animowanych (ur. 1913)
  - Leszek Wojtczak, polski fizyk (ur. 1939)
- 2019:
  - Antônio Dumas, brazylijski piłkarz, trener (ur. 1955)
  - Jan Fedder, niemiecki aktor (ur. 1955)
  - Prosper Grech, maltański duchowny katolicki, augustianin, wieloletni konsultor Kongregacji Nauki i Wiary, kardynał (ur. 1925)
  - Harry Kupfer, niemiecki reżyser operowy (ur. 1935)
  - (lub 31 grudnia) Marion Chesney, szkocka pisarka (ur. 1936)
  - Giovanni Innocenzo Martinelli, włoski duchowny katolicki, biskup, wikariusz apostolski Trypolisu (ur. 1942)
  - Carl-Heinz Rühl, niemiecki piłkarz, trener (ur. 1939)
  - Elizabeth Sellars, brytyjska aktorka (ur. 1921)
- 2020:
  - Roman Dzwonkowski, polski duchowny katolicki, pallotyn, socjolog, wykładowca akademicki (ur. 1930)
  - Dawn Wells, amerykańska aktorka (ur. 1938)
- 2021:
  - Ron Jones, brytyjski lekkoatleta, sprinter (ur. 1934)
  - Sam Jones, amerykański koszykarz (ur. 1933)
  - Jan Mayzel, polski aktor (ur. 1930)
  - Renato Scarpa, włoski aktor (ur. 1939)
- 2022:
  - Miklós Duray, węgierski geolog, dysydent, polityk (ur. 1945)
  - Bolesław Matusz, polski generał brygady (ur. 1932)
  - Wiesława Orlewicz, polska piosenkarka (ur. ok. 1934)
  - Barbara Walters, amerykańska prezenterka telewizyjna (ur. 1929)
  - John Quinn Weitzel, amerykański duchowny katolicki, biskup Samoa-Pago Pago (ur. 1928)
  - Ryszard Wojtyłło, polski aktor, scenarzysta, autor tekstów (ur. 1936)
- 2023:
  - Wojciech Łączkowski, polski prawnik, adwokat, sędzia Trybunału Konstytucyjnego, przewodniczący Państwowej Komisji Wyborczej (ur. 1933)
  - Pierre-Benjamin Pranchère, francuski rolnik, polityk, eurodeputowany (ur. 1927)
  - Tom Wilkinson, brytyjski aktor (ur. 1948)
- 2024:
  - Dżamszid ibn Abd Allah, ostatni sułtan Zanzibaru (ur. 1929)
  - Wolfgang de Beer, niemiecki piłkarz, trener (ur. 1964)
  - Irena Brodzińska, polska śpiewaczka operetkowa, tancerka, aktorka (ur. 1933)
  - Ruggero Franceschini, włoski duchowny katolicki, kapucyn, wikariusz apostolski Anatolii, arcybiskup Izmiru (ur. 1939)
  - Giennadij Kowalow, rosyjski biathlonista (ur. 1945)
  - Pascal Lainé, francuski pisarz (ur. 1942)
  - Braulio Rafael León Villegas, meksykański duchowny katolicki, biskup Ciudad Guzmán (ur. 1943)
  - Hugo Sotil, peruwiański piłkarz (ur. 1949)